# Acutaspis acuta
Acutaspis acuta är en insektsart som först beskrevs av Mamet 1951.  Acutaspis acuta ingår i släktet Acutaspis och familjen pansarsköldlöss.
Artens utbredningsområde är Madagaskar. Inga underarter finns listade i Catalogue of Life.